# Chlamydotheca
Chlamydotheca is een geslacht van kreeftachtigen uit de klasse van de Ostracoda (mosselkreeftjes).

## Soorten volgens <ITIS>
- Chlamydotheca arcuata (Sars, 1901)
- Chlamydotheca azteca (de Saussure, 1858)
- Chlamydotheca flexilis (Brady, 1862)
- Chlamydotheca incisa (Claus)
- Chlamydotheca speciosa (Dana, 1849)
- Chlamydotheca texasiensis (Baird, 1862)
- Chlamydotheca unispinosa (Baird, 1862)